# Rhonda Fleming
Marilyn Louis Fleming, més coneguda com a Rhonda Fleming   (Hollywood, 10 d'agost de 1923 - Santa Monica, 14 d'octubre de 2020), fou una actriu de cinema estatunidenca.

## Biografia
Fleming va protagonitzar més de 40 pel·lícules, la majoria d'elles entre els anys 40 i 50. La seva última aparició en una pel·lícula va ser a Waiting for the Wind (1990).
Després d'interpretar alguns petits papers, va aconseguir els seus primers papers protagonistes en les pel·lícules Spellbound (1945) (dirigida per Alfred Hitchcock i produïda per David O. Selznick), i en el clàssic del thriller L'escala de cargol (1946).
Posteriorment, va protagonitzar al costat de Bing Crosby A Connecticut Yankee in King Arthur's Court (1949), pel·lícula basada en el llibre de Mark Twain. El 1953, va protagonitzar la pel·lícula La serp del Nil, convertint-se en una de les actrius que al llarg de la seva carrera ha interpretat el paper de Cleòpatra. Entre les seves pel·lícules més conegudes estan: Mentre Nova York dorm (1956), Duel de titans (1957) i El gran circ (1959).
Des de la seva retirada es va dedicar a les obres benèfiques, especialment en la cura del càncer. El 1991, ella juntament amb el seu en aquells dies marit, el productor Ted Mann, van crear el Rhonda Fleming Mann Clinic For Women's Comprehensive Care al centre clínic de la Universitat de Califòrnia.

## Filmografia
| Data d'estrena | Títol                                         | Paper                       |
| -------------- | --------------------------------------------- | --------------------------- |
| 1943           | In Old Oklahoma                               | Dance-hall girl             |
| 1944           | Since You Went Away                           | Girl at Dance               |
| 1944           | When Strangers Marry                          | Girl on train               |
| 1945           | Spellbound                                    | Mary Carmichael             |
| 1945           | L'escala de cargol (The Spiral Staircase)     | Blanche                     |
| 1946           | Abilene Town                                  | Sherry Balder               |
| 1947           | Adventure Island                              | Faith Wishart               |
| 1947           | Retorn al passat (Out of the Past)            | Meta Carson                 |
| 1949           | A Connecticut Yankee in King Arthur's Court   | Alisande La Carteloise      |
| 1949           | The Great Lover                               | Duchess Alexandria          |
| 1950           | The Eagle and the Hawk                        | Mrs. Madeline Danzeeger     |
| 1951           | Cry Danger                                    | Nancy Morgan                |
| 1951           | The Redhead and the Cowboy                    | Candace Bronson             |
| 1951           | The Last Outpost                              | Julie McQuade               |
| 1951           | Little Egypt                                  | Izora                       |
| 1951           | Crosswinds                                    | Katherine Shelley           |
| 1952           | Hong Kong                                     | Victoria Evans              |
| 1952           | The Golden Hawk                               | Captain Rouge               |
| 1953           | Tropic Zone                                   | Flanders White              |
| 1953           | Serpent of the Nile                           | Cleòpatra VII               |
| 1953           | Pony Express                                  | Evelyn Hastings             |
| 1953           | Inferno                                       | Geraldine Carson            |
| 1953           | Those Redheads from Seattle                   | Kathie Edmonds              |
| 1954           | Jivaro                                        | Alice Parker                |
| 1954           | Yankee Pasha                                  | Roxana Reil                 |
| 1955           | Queen of Babylon                              | Semiramis                   |
| 1955           | El jugador (Tennessee's Partner)              | Elizabeth "Duchess" Farnham |
| 1956           | Lleugerament escarlata (Slightly Scarlet)     | June Lyons                  |
| 1956           | The Killer Is Loose                           | Lila Wagner                 |
| 1956           | Mentre Nova York dorm (While the City Sleeps) | Dorothy Kyne                |
| 1956           | Odongo                                        | Pamela Muir                 |
| 1957           | Gunfight at the O.K. Corral                   | Laura Denbow                |
| 1957           | The Buster Keaton Story                       | Peggy Courtney              |
| 1957           | Gun Glory                                     | Jo                          |
| 1958           | Bullwhip                                      | Cheyenne                    |
| 1958           | Home Before Dark                              | Joan Carlisle               |
| 1959           | Alias Jesse James                             | Cora Lee Collins            |
| 1959           | El gran circ (The Big Circus)                 | Helen Harrison              |
| 1960           | The Crowded Sky                               | Cheryl "Charro" Heath       |
| 1960           | La Rivolta degli schiavi                      | Fabiola                     |
| 1964           | Pão de Açúcar                                 |                             |
| 1964           | The Patsy                                     | Herself                     |
| 1965           | Una Moglie americana                          | Nyta                        |
| 1969           | Backtrack!                                    | Carmelita Flanagan          |
| 1976           | Won Ton Ton, the Dog Who Saved Hollywood      | Rhoda Flaming               |
| 1980           | The Nude Bomb                                 | Edith Von Secondberg        |
| 1990           | Waiting for the Wind                          |                             |